# 丁醇燃料
丁醇可以被用作内燃机的燃料。因为它较长的烃链，导致其对相当非极性，把丁醇和乙醇相比，丁醇更类似于汽油。丁醇已被证明可用于工作于设计使用汽油的汽车而无需修改汽车。它有一个四环烃链。它可以从生物质中被生产（称为“生物丁醇”），以及从化石燃料中被生产（称为“石油丁醇”），但生物丁醇和石油丁醇具有相同的化学性质。

## 生物丁醇的生产
来自生物质的丁醇被称为生物丁醇。 它可用于未改造的汽油发动机。 原料的高成本被认为是防止商业丁醇发酵的主要障碍之一。 使用廉价且丰富的原料，例如玉米秸秆，可以提高工艺的经济可行性。

## 技术
生物丁醇可以通过丙酮-丁醇-乙醇发酵工艺的生物质发酵来生产。  该工艺使用细菌丙酮丁醇梭菌（Clostridium acetobutylicum），也称为魏茨曼生物，或者细菌Clostridium beijerinckii。 这是由于哈伊姆·魏茨曼(Chaim Weizmann)于1916年第一次使用丙酮丁醇梭菌从淀粉中生产丙酮（主要使用丙酮制成线状无烟火药）。丁醇是发酵的副產品（生产丁醇的量是原料的两倍）。 该方法还产生可回收量的H2和许多其他副产物：乙酸，乳酸和丙酸，异丙醇和乙醇。

## 生产者
杜邦和BP计划将生物丁醇作为他们共同开发，生产和销售下一代生物燃料的第一个产品。 在欧洲，瑞士公司Butalco 正在开发转基因酵母，用于从纤维素材料生产生物丁醇。 一家总部位于美国的公司Gourmet Butanol，正在开发一种利用真菌将有机废物转化为生物丁醇的工艺。

## 参看
- 秸秆
- 空燃比
- 生物燃料
- 生物柴油
- 丁醇
- 催化
- 二甲醚
- 蒸馏
- 乙醇燃料
- 工业发酵
- 植物油列表